# Willem Hubert Nolens

W.H. Nolens (Photo Franz Ziegler)

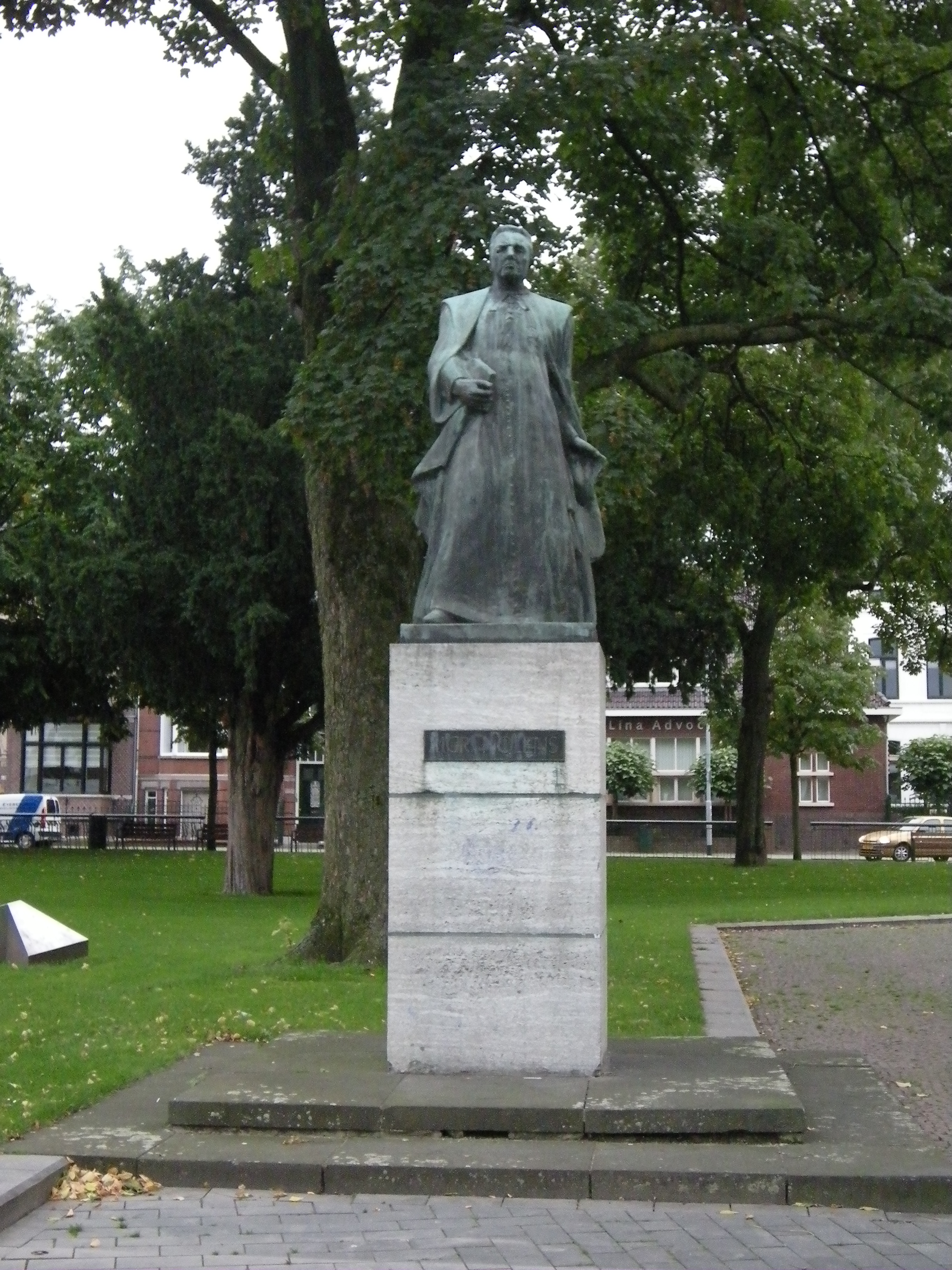
Standbild von Willem Hubert Nolens in Venlo

Wilhelmus (Willem) „Wiel“ Hubertus (Hubert) Nolens (* 7. Dezember 1860 in Venlo; † 27. August 1931 in ’s-Gravenhage) war ein niederländischer römisch-katholischer Priester und Politiker der Roomsch-Katholieke Staatspartij (RKSP), der unter anderem 35 Jahre Mitglied der Zweiten Kammer der Generalstaaten und Staatsminister war.

## Leben

### Studium, Priester und Lehrtätigkeiten
Nach dem Besuch der Hogere Burgerschool in Venlo war er von 1874 bis 1878 Schüler des Bisschoppelijk College in Weert und absolvierte anschließend ein Philosophie-Studium am Bisschoppelijk College in der Abtei Rolduc bei Kerkrade, das er 1880 mit dem Staatsexamen abschloss. Im Anschluss begann er im Oktober 1880 ein Studium der Rechtswissenschaft und Staatswissenschaften an der Reichsuniversität Utrecht, das er im Februar 1890 mit der Promotion zum Dr. jur. mit einer Dissertation mit dem Titel De leer van den H. Thomas van Aquino over het Recht „cum laude“ beendete.
Zeitgleich studierte er zwischen 1884 und März 1887 katholische Theologie am Priesterseminar (Groot Seminarie) in Roermond und war nach seiner Priesterweihe am 26. März 1887 als Priester im Bistum Roermond tätig. Zwischen 1888 und 1909 war er selbst im Kloster Rolduc tätig, und zwar zum einen als Lehrer für Allgemeine Staatslehre an der dortigen Höheren Bürgerschule und Gymnasium sowie zum anderen als Dozent für Moralphilosophie am Kleinen Seminar des Klosters.

### Abgeordneter, Fraktionsvorsitzender und die „Nolens-Doktrin“
Im November 1896 wurde Nolens zum Mitglied der Zweiten Kammer der Generalstaaten gewählt und vertrat in dieser bis August 1931 den Wahlkreis Venlo.
Während dieser fast 35-jährigen Parlamentszugehörigkeit war er zwischen Februar 1910 und seinem Tod im August 1931 zugleich Vorsitzender der Fraktion der römisch-katholischen Abgeordneten, beziehungsweise nach der Gründung der Roomsch-Katholieke Staatspartij 1926 Vorsitzender der Fraktion der RKSP. In dieser Funktion war er zeitgleich politischer Führer der römisch-katholischen Kammermitglieder beziehungsweise zuletzt der RKSP. Nolens gelang es, durch eine Juste-Milieu-Politik eine Spaltung der Fraktion zu verhindern, trotz scharfer Interessengegensätze zwischen den Vertretern des katholischen Besitzbürgertums einerseits und den Vertretern der katholischen Arbeiterschaft andererseits.
Während dieser Zeit entstand 1926 nach dem Scheitern der ersten Regierung von Ministerpräsident Hendrikus Colijn die nach ihm benannte „Nolens-Doktrin“. Diese besagte, dass die RKSP nur in einer außergewöhnlichen Notsituation eine Koalition mit Sozialisten und Sozialdemokraten eingehen würde. Als der mit der Sondierung der Regierungsbildungsmöglichkeit beauftragte Formateur Hendrik Marchant Gespräche mit Nolens führte, antwortete dieser, dass aus Sicht der RKSP eine derartige Notlage nicht vorliege, um mit der Sociaal Democratische Arbeiders Partij (SDAP) eine Regierung zu bilden.
Nolens beschäftigte sich insbesondere mit der sozialen Frage und setzte sich besonders für eine Verbesserung der Lebensumstände und der Arbeitssituation der Bergarbeiter in der Provinz Limburg ein.
Neben seiner politischen Laufbahn blieb Nolens weiterhin wissenschaftlich tätig. Im Mai 1909 wurde er auf eine außerordentliche Professur für Arbeitsrecht, Verwaltungsrecht und Allgemeine Staatslehre an der Universität von Amsterdam berufen, an der er bis September 1925 unterrichtete.
Für seine langjährigen politischen Verdienste wurde er am 5. Juni 1913 zum Kommandeur des Orden vom Niederländischen Löwen ernannt. Darüber hinaus wurde ihm am 22. August 1923 der Ehrentitel eines Staatsministers (Minister van Staat) auf Lebenszeit verliehen.

## Veröffentlichungen
- De leer van den H. Thomas van Aquino over het Recht, Dissertation, Reichsuniversität Utrecht 1890
- Beteekenis en omvang van de arbeidswetgeving, 1909

## Hintergrundliteratur
- J.P. Gribling: Willem Hubert Nolens 1860-1931. Uit het leven van een priester-staatsman, 1978, ISBN 90-232-1643-1
- Th. Kroon: Nolens, portret van een groot staatsman, 1981